# Basen Madagaskarski
Basen Madagaskarski – basen oceaniczny Oceanu Indyjskiego, znajdujący się przy wschodniej części Madagaskaru. 
Basen Madagaskarski graniczy z:
- Grzbietem Zachodnioindyjskim
- Grzbietem Madagaskarskim
- Kanałem Mozambickim